# Hydraena zezerensis
Hydraena zezerensis är en skalbaggsart som beskrevs av Díaz Pazos och Bilton 1995. Hydraena zezerensis ingår i släktet Hydraena och familjen vattenbrynsbaggar. Inga underarter finns listade i Catalogue of Life.